# 플렌
플렌(영어: plen)은 2000년에 일본이 개발한 인간의 움직임을 복제할 수 있는 작은 휴머노이드 로봇이다. 블루투스 지원 전화기를 사용하여 원격으로 제어된다. 프로그래밍이 되면 스케이트보드를 이용하고 롤러스케이트를 타고, 작은 것을 집고 발로 차고 던지며, 바닥에 주저앉으면 일어설 수 있다. 완전히 원격으로 제어되기 때문에 어떤 센서나 특정 사건에 대한 자동 소프트웨어 반응을 하지 않는다.
플렌의 동영상은 유튜브와 같은 사이트에 널리 배포되고 있으며, 특히 롤러 스케이팅과 스케이트보드 스턴트를 하는 것으로 유명하다.
아카자와 주식회사가 만들어 제조했다. 현재 26만 2,500엔에 판매되고 있다.